# Kamikaze (canción de Spinetta)
«Kamikaze» es una canción compuesta por el músico argentino Luis Alberto Spinetta en 1982, incluida en el álbum Kamikaze del mismo año, álbum ubicado en la posición n.º 24 de la lista de los 100 mejores discos del rock argentino por la revista Rolling Stone.
El tema está inspirado en los kamikazes japoneses, principalmente a través del libro Los kamikazes: historia de los pilotos suicidas japoneses en la Segunda Guerra Mundial, de Fernando Castro. 

## La canción

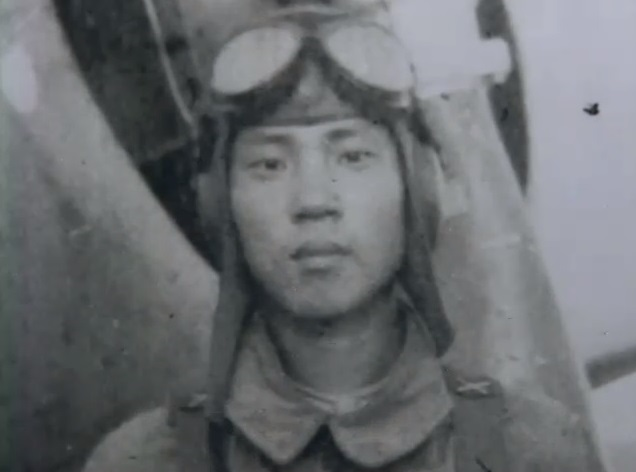
Foto del piloto kamikaze japonés Masaaki Okawa. Spinetta colocó una imagen de un piloto kamikaze en la estampa del lado B del disco original. También recurrió a una imagen de pilotos kamikaze sobre un mapa, para publicitar la presentación del álbum Kamikaze en Obras.

La canción está incluida como primer track del álbum Kamikaze grabado como solista por Luis Alberto Spinetta. Comienza con dos pares de acordes disonantes sucesivos que se corresponden con las cuatro primeras sílabas («ca-yó por-fin»), la novena mayor-fa novena mayor y sol novena mayor-mi novena mayor, que la individualizan de inmediato. Está inspirada en los kamikazes japoneses, principalmente a través del libro Los kamikazes: historia de los pilotos suicidas japoneses en la Segunda Guerra Mundial, de Fernando Castro, publicado en 1971. Gabriel Senanes cuenta que Spinetta le trajo el libro para mostrarle lo que decía y cómo Estados Unidos degradó la motivación cultural y existencial del acto suicida de los kamikazes, para tirar la bomba atómica y destruir completamente las ciudades de Hiroshima y Nagasaki. El camino que emprende Spinetta va en sentido contrario de esa actitud de desprecio occidental hacia las manifestaciones de otras culturas, y busca ahondar en la complejidad de la diferencia:

Tengo un libro que es impresionante y explica como surge el guerrero kamikaze, cuales son las formas religiosas que lo inspiran. No es ninguna boludez. Los tipos se ganaban el premio de ser dios en la Tierra, atención. Y así lo creían. A aquellos que ofrecían su vida por la patria, el emperador les dispensaba el título de dioses. Para una tradición totalmente distinta a esa y tomándolo como una cosa que sucedió hace treinta años, es algo que merece respeto de por si, aunque yo no estoy de acuerdo con la muerte de los kamikazes. La letra lo dice, "morir así es en vano". Es decir para la gracia de un universo superior al de los hombres, el kamikaze es nada más que un suicida y como suicida no merece lugar en el reino de los cielos. Pero ojo, que el kamikaze es un noble que se permite a sí mismo la muerte, y de una manera terrible.
Luis Alberto Spinetta

Esa nobleza del acto kamikaze es la que Spinetta expresa ya en la primera estrofa del tema:

Cayó por fin
el noble kamikaze...

Spinetta busca en la canción, y de algún modo en el álbum, criticar la decisión de morir por una causa, "pero sin buscar la manera de hacerlas parecer como deshonrosas":

Y acá viene una frase final en la que me basé: «He aquí la última entrevista a otro expiloto del cuerpo especial de ataque kamikaze: Mi avión estaba preparado junto a los otros cuatro compañeros, entonces llegó el comandante de la base para advertirnos que la voz del Emperador acababa de comunicar el cese de hostilidades. Nos comunicó la noticia llorando. Ahora bien, usted pensará que nos sentimos felices de saber que escapábamos de la muerte a último momento. Hoy estoy feliz, por supuesto, pero entonces mis compañeros y yo nos miramos consternados».

Este libro trae unas historias que te volvés loco. Son hermosísimas. Mi posición ante todo, es de respeto por ese apasionamiento.
Luis Alberto Spinetta

## Significación multidimensional
El título, "Kamikaze", así como el álbum al que le da nombre que incluye los temas "Águila de trueno" I y II, dedicados a Túpac Amaru II, están referidos al sacrificio y la valoración existencial de esa conducta humana. Tanto el tema como el lanzamiento del álbum coincidió con la Guerra de Malvinas, resignificando en ese marco completamente su contenido. Spinetta se inspiró en el libro Los kamikazes de Fernando Castro.
A través del concepto de «kamikaze», Spinetta aborda un significado multidimensional, desde el papel de la pasión en la vida hasta el sacrificio, pasando por el acto de morir por una causa, la resistencia del artista a las imposiciones y tentaciones comerciales y del público, como al riesgo que implica la creación. En el manifiesto que el propio Spinetta escribe en el sobre del disco, trata de sintetizar esta visión con una pregunta:

¿Lamentablemente no hay más Kamikazes de la vida creativa?
Luis Alberto Spinetta (sobre interno del álbum Kamikaze)

A raíz de esa pregunta, Juan Carlos Diez, en su libro Martropía: conversaciones con Spinetta, de 2006, registra la siguiente conversación sobre el álbum, en la que Spinetta se reconoce a sí mismo como un kamikaze:

- En el texto que escribiste para tu álbum "Kamikaze", de 1982, te preguntas si ya no hay más kamikazes de la vida creativa.

- Si. El término "kamikaze" está utilizado para gente que se juegue por lo creativo. Es una pregunta que hice y creo que hay ese tipo de kamikazes, aunque me da la sensación de que cada vez menos. Ahora lo más estándar y lo más seguro es lo que pega con la gente. Y, en general, a través de esas ideas no se provocan hechos artísticos. No es que los guíe una intención mala, sino que simplemente no hay ningún resultado musicalmente bueno.

- ¿Vos te consideras un kamikaze?

- La del kamikaze creativo es una visión romántica. Aunque un disco como "Kamikaze" es un disco bastante kamikaze, por los temas que tiene. Pero eso fue antes y después de aquel disco. En última instancia, siempre fui un kamikaze creativo, pero por tomar decisiones en ciertas y determinadas cosas. Por lo tanto, simplemente me limito a seguir ese curso de acción. No me detuve a pensar en otras formas más allá de mi deseo artístico. Y si eso me hace ser medio kamikaze, bueno, debe ser así, pero no es que me lo proponga sino que sigo de cerca los acontecimientos. No podría cambiar esas cosas de mi vida.

En otro reportaje, Spinetta vuelve a profundizar sobre el sentido de Kamikaze:

- Periodista: ¿El kamikaze es el que se la juega solo por la suya?

- Spinetta: Y se juega por la pasión de lo suyo. Muere por esa pasión: el rockero con su viola y el médico con su bisturí. No quiero no sentir pasión por lo que estoy haciendo, o hacerlo por un simple y determinado compromiso con la gente. Ese es el gran error. Acá, en la guerra de las Malvinas, sé de posta que hubo kamikazes. Pero dejá de lado el plano bélico y ponelo como energía de polenta, aplicalo a la creación, a luchar contra la mediocridad y contra la destrucción del mundo.